# Лідія Леонард
Лідія Леонард (англ. Lydia Leonard; нар. 5 грудня 1981, Париж, Франція) — британська театральна та кіноакторка. 

## Біографія
Лідія Леонард народилася 5 грудня 1981 року у Парижі. Вивчала акторське мистецтво в Bristol Old Vic Theatre School. 

## Телебачення
- Посли (2013)
- Річка (2015)

## Нагороди та номінації
| Нагорода         | Рік  | Категорія                                 | Вистава                       | Результат |
| ---------------- | ---- | ----------------------------------------- | ----------------------------- | --------- |
| премія "Тоні"    | 2015 | найкраще виконання жіночої ролі у виставі | "Вовчий зал, I та ІІ частини" | Номінація |
| Drama Desk Award | 2015 | найкраще виконання жіночої ролі у виставі | "Вовчий зал, I та ІІ частини" | Номінація |